# Радзивилл, Христофор (младший)
Христофо́р Радзиви́лл, Кшиштоф Радзивилл (пол. Krzysztof Radziwiłł, лит. Kristupas Radvila, бел. Крыштап Радзівіл); (22 марта 1585 — 19 сентября 1640) — общественный и государственный деятель Речи Посполитой, представитель биржанской линии Радзивиллов.

## Занимаемые должности
- Польный гетман литовский — с 1615 по 1635 год
- Каштелян виленский — с 1633 года
- Воевода виленский — с 1633 по 1640 год
- Великий гетман Литовский — с 1635 по 1640 год
- Староста могилёвский.

## Биография
Сын великого гетмана литовского и воеводы виленского Христофора «Перуна» Радзивилла и Катерины Тенчинской.
В молодости вместе с отцом принимал участие в войне со Швецией, а также в войне с Россией (1609—1619). Во время войны со шведами в 1617—1618 годах ярко проявил свой стратегический талант, отвоевав у шведов несколько ранее потерянных крепостей. В 1622 году отбил превосходящее по численности шведское войско, которым командовал шведский король Густав II Адольф.
Отличился в битве за Смоленск в период русско-польской войны (1632—1634). Ему удалось со слабой армией Великого княжества Литовского маневрировать вокруг Смоленска в период осады города русскими войсками (с декабря 1632 по октябрь 1633), несколько раз прислать отряды подмоги, которые пробивались к осаждённым, тем самым были созданы условия, позволившие дождаться избрания нового короля и помощи польских войск во главе с Владиславом IV. После прибытия подкрепления принимал участие в деблокировании города, возглавив затем рейд в глубь российской территории. После войны был награждён великой литовской булавой.
Ярый кальвинист, противник католического духовенства и короля Сигизмунда III Вазы, после его смерти привёл с собой тысячи вооружённых солдат на выборы нового короля, договорившись также о помощи со стороны бранденбургского курфюрста, для обеспечения охраны своих единоверцев.
Имел собственный герб.

### Семья
От брака с Анной Кишчанкой оставил двоих детей:
1. Януша (1612—1655) — великого гетмана литовского,
2. Катаржину (1614—1672/74) — жену Юрия Кароля Глебо́вича.